# Katastrofa kolejowa w Harmelen
Katastrofa kolejowa w Harmelen wydarzyła się 8 stycznia 1962 w miejscowości Harmelen w prowincji Utrecht w Holandii. W wyniku czołowego zderzenia pociągów osobowych, śmierć poniosły 93 osoby, a 54 zostały ranne. Do dziś jest to największa pod względem liczby ofiar katastrofa kolejowa w historii Holandii.
W poniedziałek 8 stycznia 1962 roku, około godziny 9:20, pociąg osobowy relacji Rotterdam - Amsterdam wjechał na tor przy zielonym świetle na semaforze. Pociąg poruszał się z prędkością 75 km/h. W tym samym czasie z przeciwnej strony nadjechał pociąg expresowy relacji Utrecht - Rotterdam, jadący z prędkością ponad 100 km/h. Ze względu na gęstą mgłę, jaka się wówczas unosiła nad Harmelen, maszynista pociągu expresowego nie zauważył czerwonego światła na semaforze i wjechał na tor, na którym znajdował się pociąg osobowy. Maszynista expresu, widząc światła nadjeżdżającego z przeciwka pociągu osobowego, natychmiast pociągnął za hamulec bezpieczeństwa, jednak oba składy znajdowały się już w zbyt małej odległości od siebie, by uniknąć zderzenia. Spośród 500 osób znajdujących się w obu pociągach, życie straciły 93 osoby, w tym maszyniści obu pociągów.